# Ischyja anna
Ischyja anna är en fjärilsart som beskrevs av Swinhoe 1902. Ischyja anna ingår i släktet Ischyja och familjen nattflyn. Inga underarter finns listade i Catalogue of Life.